# L'Élève (nouvelle)
L'Élève (The Pupil ) est une nouvelle d'Henry James, parue d'abord dans Longman's Magazine en mars/avril 1891, et repris en volume l'année suivante chez Macmillan, à Londres et New York.
L'une des plus célèbres nouvelles de l'auteur, L'Élève, met en lumière la formation de la conscience chez un enfant doué.

## Résumé
Fraîchement promu d'Oxford, mais d'origine modeste, Pemberton se cherche un emploi qui lui permettrait de mettre son bagage universitaire à profit. C'est ainsi qu'il devient précepteur de Morgan Moreen, un garçon d'à peine onze ans doué d'un très vive intelligence, membre d'une sympathique famille américaine qui parcourt l'Europe depuis des années en quête de beaux mariages et d'occasions d'affaires. Pemberton se laisse un temps abuser par le grand train que mènent ces « riches » étrangers, sans comprendre qu'ils laissent toujours dans leur sillage des frais et des factures d'hôtel en souffrance. Dans les faits ruinés, les Moreen affichent néanmoins, jour après jour, une aisance qui n'abuse pas toujours la bonne société qu'ils recherchent âprement. Ils doivent donc plier bagage en vitesse pour tenter leur chance ailleurs, dans une perpétuelle fuite en avant. 
Le père et la mère Moreen affichent un cynisme à peine visible sous le vernis de leur constante amabilité. Ils observent également une attitude condescendante envers leur fils, Morgan, croyant ainsi lui masquer ce que le jeune garçon a pourtant compris depuis longtemps. La faible constitution de l'enfant est en effet contrebalancée chez lui par une vive conscience de la situation. Or, passive et silencieuse, la désapprobation morale de Morgan est d'autant plus troublante et insupportable pour ses parents qu'ils ont acquis la certitude de leurs droits à se complaire dans leur duplicité. Bientôt, le précepteur inexpérimenté constate que les Moreen, qui remettent toujours au lendemain les questions d'argent, tablent, sans jamais le lui avouer, sur son attachement envers son jeune élève pour éviter de lui verser ses gages. Et la situation s'envenime. Las de ce gamin qui les condamne en silence, ils espèrent même se décharger sur les épaules du précepteur de cet enfant qu'ils ne peuvent souffrir.

## Traductions françaises
- L'Élève, traduit par Denyse Clairouin, Paris, Stock, Delamain et Boutelleau, coll. « Le Cabinet cosmopolite » no 34, 1929
- L'Élève, traduit par Pierre Leyris, Lausanne, Mermod, coll. « Le Bouquet » no 65, 1958 ; réédition dans L'Élève : et autres nouvelles, Paris, UGE, coll. « 10/18. Domaine étranger » no 147, 1983 ; réédition (avec L'Image dans le tapis et La Bête dans la jungle, Paris, 10/18, coll. « Domaine étranger » no , 1996
- L'Élève, traduit par Fabrice Hugot, Paris, Critérion, 1992 ; réédition, Paris, Éditions du Seuil, coll. « Points. Roman » no 641, 1994
- L'Élève, traduit par Paul Hermann, Paris, Éditions Sillage, 2008
- L'Élève, traduit par Jean Pavans, dans Nouvelles complètes, tome III, Paris, Éditions de la Différence, 2008
- L'Élève, traduit par François Piquet, dans Nouvelles complètes, tome III, Paris, Gallimard, coll. « Bibliothèque de la Pléiade », 2011

## Adaptation cinématographique
- 1996 : L'Élève, film français d'Olivier Schatzky, avec Caspar Salmon, Vincent Cassel et Jean-Pierre Marielle